# Eclissi solare del 3 dicembre 1918
L'eclissi solare del 3 dicembre 1918 è un evento astronomico che ha avuto luogo il suddetto giorno attorno alle ore 15.22 UTC. 
L'eclissi, di tipo anulare, è stata visibile in alcune parti del Sud America (Argentina, Cile e Uruguay), dell'Antartide, dell'Africa (Namibia e Angola) e del Centro America.
L'eclissi è durata 7 minuti e 6 secondi e l'ombra lunare sulla superficie terrestre ha raggiunto una larghezza massima di 236 km.

## Percorso e visibilità
La prima area ad essere interessata dall'eclissi al sorgere del sole è stato l'Oceano Pacifico orientale tra le isole Marchesi, le isole Clipperton, le isole Pitcairn e l'arcipelago di Colón (Galápagos). Quindi la pseudo umbra lunare si è spostata verso sud-est attraversando l'intero Sud America ed entrando nell'Atlantico meridionale, per raggiungere la massima eclissi a circa 150 chilometri a sud-est dell'Uruguay. Successivamente, lo pseudo umbra si è diretta a nord-est, ha attraversato l'Oceano Atlantico meridionale ed è entrata nell'Africa sud-occidentale, terminando il proprio percorso nell'Africa occidentale portoghese sud-occidentale (ora Angola) al tramonto. L'eclissi anulare ha toccato tre capitali di stato: Santiago del Cile, Buenos Aires, Montevideo. Anche il monte Aconcagua, la vetta più alta del Sud America, è stato coperto dall'anularità centrale dell'eclissi.